# Liste der Mitglieder des Abgeordnetenhauses von Berlin (11. Wahlperiode)
Diese Liste beinhaltet alle Mitglieder des Abgeordnetenhauses von Berlin der 11. Legislaturperiode (1989–1990). Zum Senat in dieser Legislaturperiode siehe Senat Momper.
Das Abgeordnetenhaus wurde am 29. Januar 1989 gewählt und konstituierte sich am 16. März 1989.

## Präsidium des Abgeordnetenhauses
- Präsident: Jürgen Wohlrabe (CDU)
- Stellvertreterin des Präsidenten: Marianne Brinckmeier (SPD) und Hilde Schramm (AL)
- Beisitzer: Raimund Bayer (SPD), Klaus Dürr (SPD), Reinhard Führer (CDU), Peter Gierich (CDU), Helga Müller (SPD) und Peter Vetter (CDU)

## Fraktionsvorstände
| Fraktion | Vorsitzende                                                 | Stellvertretende Vorsitzende                                               | Parlamentarische Geschäftsführer                 |
| -------- | ----------------------------------------------------------- | -------------------------------------------------------------------------- | ------------------------------------------------ |
| CDU      | Eberhard Diepgen Dankward Buwitt (Geschäftsf. Vorsitzender) | Volker Hassemer Klaus-Rüdiger Landowsky Manfred Preuss Gabriele Wiechatzek | Klaus Rettel (Geschäftsführer)                   |
| SPD      | Ditmar Staffelt                                             | Elga Kampfhenkel Helga Korthaase Gerd Löffler Joachim Niklas               | Horst-Achim Kern                                 |
| AL       | Heidemarie Bischoff-Pflanz                                  | Bernd Köppl Renate Künast Albert Statz                                     | Jürgen Wachsmuth (Geschäftsführer)               |
| REP      | Bernhard Andres                                             | Frank Degen                                                                | Rudolf Kendzia Thorsten Thaler (Geschäftsführer) |

## Mitglieder
| Name                       | Lebens- daten | Fraktion | Wahlkreis/Liste             | Erststimmen in Prozent | Bemerkungen |
| -------------------------- | ------------- | -------- | --------------------------- | ---------------------- | --- |
| Jürgen Adler               | 1950          | CDU      | Wahlkreis Wilmersdorf 4     | 43,5                   | |
| Bernhard Andres            | 1951          | REP      | Landesliste                 |                        | Fraktionsvorsitzender |
| Eckhardt Barthel           | 1939          | SPD      | Wahlkreis Schöneberg 2      | 43,8                   | |
| Peter Bartsch              | 1956          | REP      | Landesliste                 |                        | |
| Raimund Bayer              | 1950          | SPD      | Bezirksliste Tempelhof      |                        | |
| Wolfgang Behrendt          | 1938          | SPD      | Wahlkreis Spandau 4         | 48,7                   | |
| Hartwig Berger             | 1943          | AL       | Landesliste                 |                        | |
| Dieter Biewald             | 1932–2023     | CDU      | Wahlkreis Steglitz 7        | 46,9                   | |
| Dagmar Birkelbach          | 1955          | AL       | Landesliste                 |                        | |
| Heidemarie Bischoff-Pflanz | 1942          | AL       | Landesliste                 |                        | Fraktionsvorsitzende – am 31. März 1990 ausgeschieden, Nachrückerin: Ulrike Zimmermann                                                                              |
| Christa-Maria Blankenburg  | 1934          | CDU      | Bezirksliste Schöneberg     |                        | |
| Manfred Bode               | 1938–2013     | CDU      | Wahlkreis Neukölln 10       | 43,2                   | |
| Klaus Böger                | 1945          | SPD      | Bezirksliste Steglitz       |                        | |
| Ernst-Christoph Bösener    | 1942          | SPD      | Bezirksliste Steglitz       |                        | am 10. April 1989 für Gerhard Schneider nachgerückt |
| Wolfgang Bogen             | 1928          | REP      | Landesliste                 |                        | |
| Franz Braun                | 1935–2019     | CDU      | Bezirksliste Reinickendorf  |                        | |
| Marianne Brinckmeier       | 1940          | SPD      | Wahlkreis Neukölln 5        | 46,7                   | |
| Dankward Buwitt            | 1939          | CDU      | Wahlkreis Neukölln 9        | 45,6                   | |
| Michael Cramer             | 1949          | AL       | Landesliste                 |                        | |
| Anna Damrat                | 1945          | SPD      | Bezirksliste Wilmersdorf    |                        | |
| Frank Degen                | 1954          | REP      | Landesliste                 |                        | |
| Eberhard Diepgen           | 1941          | CDU      | Wahlkreis Neukölln 8        | 49,2                   | Fraktionsvorsitzender |
| Klaus Dürr                 | 1939–1997     | SPD      | Wahlkreis Spandau 3         | 49,0                   | |
| Albert Eckert              | 1960          | AL       | Landesliste                 |                        | |
| Otto Edel                  | 1943          | SPD      | Wahlkreis Schöneberg 1      | 39,0                   | |
| Uwe Ewers                  | 1944–2007     | CDU      | Bezirksliste Reinickendorf  |                        | am 9. November 1989 ausgeschieden (→ Bezirksamt), Nachrücker: Hubert Vogt                                                                                           |
| Ulf Fink                   | 1942          | CDU      | Bezirksliste Wedding        |                        | |
| Klaus Finkelnburg          | 1935          | CDU      | Wahlkreis Charlottenburg 3  | 47,0                   | |
| Heidemarie Fischer         | 1944–2022     | SPD      | Wahlkreis Wedding 2         | 50,9                   | |
| Christa Fluhr              | 1942          | SPD      | Wahlkreis Reinickendorf 9   | 50,4                   | |
| Klaus Franke               | 1923–2017     | CDU      | Wahlkreis Steglitz 5        | 47,8                   | |
| Rudolf Franz               | 1934–1998     | CDU      | Wahlkreis Tempelhof 7       | 47,0                   | |
| Christa Friedl             | 1935–2019     | SPD      | Bezirksliste Zehlendorf     |                        | |
| Inge Frohnert              | 1924–2013     | SPD      | Wahlkreis Spandau 1         | 49,9                   | |
| Reinhard Führer            | 1945          | CDU      | Wahlkreis Neukölln 7        | 46,8                   | |
| Hans-Joachim Gardain       | 1934          | SPD      | Wahlkreis Reinickendorf 2   | 47,2                   | |
| Thomas Gaudszun            | 1955          | SPD      | Wahlkreis Reinickendorf 5   | 45,8                   | |
| Andreas Gerl               | 1943          | SPD      | Wahlkreis Schöneberg 5      | 42,2                   | |
| Peter Gierich              | 1936–2022     | CDU      | Bezirksliste Wedding        |                        | |
| Rainer Giesel              | 1942–2021     | CDU      | Bezirksliste Neukölln       |                        | |
| Artur Göllner              | 1933          | REP      | Landesliste                 |                        | |
| Karen Greve                | 1942–2014     | SPD      | Wahlkreis Schöneberg 4      | 41,2                   | |
| Gisela Grotzke             | 1948          | SPD      | Wahlkreis Spandau 7         | 50,4                   | |
| Joachim Günther            | 1951          | SPD      | Wahlkreis Kreuzberg 2       | 40,5                   | |
| Herwig Haase               | 1945          | CDU      | Wahlkreis Tempelhof 3       | 43,8                   | |
| Michael Haberkorn          | 1947          | AL       | Landesliste                 |                        | |
| Michael Häusler            | 1944–1999     | REP      | Landesliste                 |                        | |
| Dieter Hapel               | 1951          | CDU      | Wahlkreis Tempelhof 1       | 45,9                   | |
| Volker Hassemer            | 1944          | CDU      | Wahlkreis Wilmersdorf 5     | 48,8                   | |
| Manuel Heide               | 1955          | CDU      | Bezirksliste Reinickendorf  |                        | |
| Siegfried Helias           | 1943          | CDU      | Bezirksliste Charlottenburg |                        | |
| Ronald Herfort             | 1953          | SPD      | Wahlkreis Tiergarten 2      | 36,9                   | |
| Annelies Herrmann          | 1941          | CDU      | Bezirksliste Neukölln       |                        | |
| Hans-Jürgen Heß            | 1935–2010     | SPD      | Wahlkreis Wedding 1         | 51,9                   | |
| Helmut Hildebrandt         | 1931–2010     | SPD      | Wahlkreis Reinickendorf 3   | 47,9                   | |
| Lydia Hohenberger          | 1959–2011     | AL       | Landesliste                 |                        | |
| Ingrid Holzhüter           | 1936–2009     | SPD      | Bezirksliste Tempelhof      |                        | |
| Benedikt Hopmann           | 1949          | AL       | Landesliste                 |                        | |
| Elga Kampfhenkel           | 1945–2021     | SPD      | Wahlkreis Kreuzberg 1       | 42,2                   | |
| Rudolf Kendzia             | 1938          | REP      | Landesliste                 |                        | |
| Horst-Achim Kern           | 1943          | SPD      | Wahlkreis Charlottenburg 5  | 41,2                   | |
| Wilhelm Kewenig            | 1934–1993     | CDU      | Bezirksliste Charlottenburg |                        | am 10. Juni 1989 ausgeschieden, Nachrücker: Rolf Wiedenhaupt |
| Ekkehard Kittner           | 1942          | CDU      | Bezirksliste Neukölln       |                        | |
| Horst Kliche               | 1938–2000     | SPD      | Wahlkreis Spandau 6         | 47,4                   | |
| Bernd Köppl                | 1948          | AL       | Landesliste                 |                        | |
| Ehrhart Körting            | 1942          | SPD      | Wahlkreis Charlottenburg 1  | 44,3                   | |
| Hans-Joachim Kohl          | 1938          | SPD      | Wahlkreis Kreuzberg 3       | 37,2                   | |
| Cordula Kollotschek        | 1956          | CDU      | Wahlkreis Wilmersdorf 2     | 40,7                   | |
| Helga Korthaase            | 1938–2023     | SPD      | Bezirksliste Wilmersdorf    |                        | |
| Friedrich-Wilhelm Krahe    | 1929–2019     | CDU      | Wahlkreis Zehlendorf 4      | 47,9                   | |
| Hans Kremendahl            | 1948–2015     | SPD      | Bezirksliste Steglitz       |                        | am 21. März 1989 ausgeschieden (→ Staatssekretär), Nachrückerin: Ursula Leyk                                                                                        |
| Jürgen Kriebel             | 1940          | SPD      | Bezirksliste Neukölln       |                        | |
| Renate Künast              | 1955          | AL       | Landesliste                 |                        | |
| Klaus-Rüdiger Landowsky    | 1942          | CDU      | Wahlkreis Zehlendorf 1      | 50,7                   | |
| Hanna-Renate Laurien       | 1928–2010     | CDU      | Bezirksliste Schöneberg     |                        | |
| Uwe Lehmann-Brauns         | 1938          | CDU      | Wahlkreis Zehlendorf 2      | 49,5                   | |
| Karl-Heinz Lesnau          | 1935–1996     | CDU      | Bezirksliste Schöneberg     |                        | |
| Ursula Leyk                | 1942          | SPD      | Bezirksliste Steglitz       |                        | am 28. März 1989 für Hans Kremendahl nachgerückt |
| Heike Ließfeld             | 1939–2020     | SPD      | Wahlkreis Spandau 8         | 50,2                   | |
| Gerd Löffler               | 1927–2004     | SPD      | Wahlkreis Wedding 5         | 53,2                   | |
| Klaus Löhe                 | 1944–2015     | SPD      | Wahlkreis Neukölln 6        | 48,0                   | |
| Hans-Georg Lorenz          | 1943          | SPD      | Wahlkreis Spandau 2         | 51,1                   | |
| Jürgen Lüdtke              | 1945          | SPD      | Wahlkreis Wedding 3         | 50,7                   | |
| Wolfgang Maerz             | 1941–2001     | SPD      | Wahlkreis Neukölln 1        | 43,0                   | |
| Ulrich Manske              | 1954–2013     | CDU      | Wahlkreis Steglitz 1        | 40,4                   | |
| Norbert Meisner            | 1942          | SPD      | Bezirksliste Zehlendorf     |                        | Senator für Finanzen, ab November 1990 geschäftsführender Senator für Stadtentwicklung und Umweltschutz – im August 1989 ausgeschieden, Nachrücker: Nikolaus Sander |
| Petra-Evelyne Merkel       | 1947          | SPD      | Wahlkreis Charlottenburg 2  | 40,5                   | |
| Michael Michaelis          | 1947          | AL       | Landesliste                 |                        | |
| Richard Miosga             | 1944          | REP      | Landesliste                 |                        | |
| Walter Momper              | 1945          | SPD      | Wahlkreis Neukölln 2        | 47,8                   | Regierender Bürgermeister |
| Helga Müller               | 1931–2020     | SPD      | Wahlkreis Neukölln 4        | 46,6                   | |
| Rudolf Müller              | 1938–2016     | CDU      | Wahlkreis Reinickendorf 6   | 45,5                   | |
| Wolfgang Nagel             | 1944          | SPD      | Wahlkreis Charlottenburg 4  | 40,2                   | Senator für Bau- und Wohnungswesen |
| Joachim Niklas             | 1941          | SPD      | Bezirksliste Wilmersdorf    |                        | |
| Heide Nisblé               | 1940–2021     | SPD      | Wahlkreis Wedding 4         | 52,6                   | |
| Carsten Pagel              | 1962          | REP      | Landesliste                 |                        | |
| Joachim Palm               | 1935–2005     | CDU      | Wahlkreis Tempelhof 6       | 50,1                   | |
| Elmar Pieroth              | 1934–2018     | CDU      | Wahlkreis Wilmersdorf 3     | 40,2                   | |
| Otto-Wilhelm Pöppelmeier   | 1949          | CDU      | Bezirksliste Kreuzberg      |                        | |
| Ernst-August Poritz        | 1921–2009     | CDU      | Bezirksliste Spandau        |                        | Alterspräsident |
| Manfred Preuss             | 1951          | CDU      | Bezirksliste Neukölln       |                        | |
| Peter Rebsch               | 1938–2007     | CDU      | Wahlkreis Spandau 5         | 45,9                   | |
| Klaus-Ulrich Reipert       | 1940          | CDU      | Wahlkreis Tempelhof 2       | 45,1                   | |
| Peter Rieger               | 1941          | REP      | Landesliste                 |                        | |
| Harry Ristock              | 1928–1992     | SPD      | Bezirksliste Tempelhof      |                        | |
| Hubert Rösler              | 1937–2024     | CDU      | Wahlkreis Tempelhof 5       | 45,2                   | |
| Reinhard Roß               | 1950–2021     | SPD      | Wahlkreis Reinickendorf 1   | 48,4                   | |
| Gabriele Rost              | 1948          | CDU      | Wahlkreis Steglitz 4        | 43,8                   | |
| Johannes Rudolf            | 1951          | CDU      | Wahlkreis Steglitz 2        | 42,8                   | |
| Nikolaus Sander            | 1943–2021     | SPD      | Bezirksliste Zehlendorf     |                        | am 4. September 1989 für Norbert Meisner nachgerückt |
| Barbara Saß-Viehweger      | 1943          | CDU      | Wahlkreis Steglitz 6        | 45,8                   | |
| Irina-Cornelia Schlicht    | 1954          | CDU      | Wahlkreis Zehlendorf 3      | 47,4                   | |
| Ekkehard Schmidt           | 1942–2020     | CDU      | Bezirksliste Spandau        |                        | |
| Ingo Schmitt               | 1957          | CDU      | Bezirksliste Charlottenburg |                        | |
| Doris Schneider            | 1934–2011     | SPD      | Bezirksliste Reinickendorf  |                        | |
| Gerhard Schneider          | 1942–2019     | SPD      | Bezirksliste Steglitz       |                        | am 6. April 1989 ausgeschieden (→ Staatssekretär), Nachrücker: Ernst-Christoph Bösener                                                                              |
| Hilde Schramm              | 1936          | AL       | Landesliste                 |                        | |
| Helene Schraut             | 1945          | AL       | Landesliste                 |                        | |
| Diethard Schütze           | 1954          | CDU      | Bezirksliste Reinickendorf  |                        | |
| Ramona Sieglerschmidt      | 1952          | SPD      | Bezirksliste Steglitz       |                        | |
| Heinz-Viktor Simon         | 1943–2019     | CDU      | Wahlkreis Steglitz 3        | 46,0                   | |
| Ditmar Staffelt            | 1949          | SPD      | Bezirksliste Tempelhof      |                        | Fraktionsvorsitzender |
| Albert Statz               | 1946          | AL       | Landesliste                 |                        | |
| Dieter Telge               | 1955          | AL       | Landesliste                 |                        | |
| Burkhardt Thiemann         | 1946          | SPD      | Wahlkreis Tiergarten 1      | 39,9                   | |
| Helga Thomas               | 1936          | SPD      | Wahlkreis Reinickendorf 4   | 44,8                   | |
| Peter Vetter               | 1941–2009     | CDU      | Bezirksliste Tiergarten     |                        | |
| Hubert Vogt                | 1936–2016     | CDU      | Bezirksliste Reinickendorf  |                        | am 9. November 1989 für Uwe Ewers nachgerückt |
| Hermann Voss               | 1941          | REP      | Landesliste                 |                        | |
| Heidi Wagner               | 1947          | SPD      | Wahlkreis Kreuzberg 4       | 38,3                   | |
| Horst Wagner               | 1931–2011     | SPD      | Wahlkreis Neukölln 3        | 44,6                   | Senator für Arbeit, Verkehr und Betriebe |
| Jürgen Wagner              | 1934–2023     | SPD      | Bezirksliste Tempelhof      |                        | |
| Sabine Weißler             | 1958          | AL       | Landesliste                 |                        | |
| Gabriele Wiechatzek        | 1948          | CDU      | Wahlkreis Reinickendorf 8   | 44,1                   | |
| Rolf Wiedenhaupt           | 1958          | CDU      | Bezirksliste Charlottenburg |                        | am 16. Juni 1989 für Wilhelm Kewenig nachgerückt |
| Klaus-Hermann Wienhold     | 1949          | CDU      | Bezirksliste Spandau        |                        | |
| Gisela Wirths              | 1949–2011     | AL       | Landesliste                 |                        | |
| Claus Wischner             | 1935–2013     | CDU      | Wahlkreis Tempelhof 4       | 45,2                   | |
| Georg Wittwer              | 1932–2013     | CDU      | Bezirksliste Kreuzberg      |                        | |
| Jürgen Wohlrabe            | 1936–1995     | CDU      | Bezirksliste Spandau        |                        | Präsident des Abgeordnetenhauses |
| Edmund Wronski             | 1922–2020     | CDU      | Wahlkreis Reinickendorf 7   | 51,2                   | |
| Ekkehard Wruck             | 1942–2003     | CDU      | Wahlkreis Wilmersdorf 1     | 41,4                   | |
| Käthe Zillbach             | 1952–2005     | SPD      | Wahlkreis Schöneberg 3      | 36,9                   | |
| Ulrike Zimmermann          | 1963          | AL       | Landesliste                 |                        | am 3. April 1990 für Heidemarie Bischoff-Pflanz nachgerückt |